# CCTV高清晰度电视试验频道
CCTV高清晰度电视试验频道是中国中央电视台于1999年开播的一条以1080i高清格式播放的试验频道。该频道是大中华区第一条高清电视频道、全球第一条中文高清电视频道，也是中央电视台当时唯一不使用“中央电视台”作为频道呼号的频道。

## 历史
- 1999年2月，中国国家广电总局制定了50周年国庆HDTV转播方案，并交由广播科学研究院以及中国中央电视台进行执行。
- 1999年9月，广播科学研究院在北京市设置了50个接收点以预备接收中央电视塔发射的HDTV电视信号。
- 1999年10月1日上午8时，CCTV高清晰度电视试验频道通过中央电视塔在43频道（中国标准，下同，使用QAM调制）和45频道（使用8VSB调制）正式开播，第一个节目是对国庆50周年大阅兵的现场直播，当晚亦直播了天安门国庆联欢晚会的实况。
- 1999年10月2日起，该频道开始重播庆典游行与晚会的录像，并保持每天都有节目播出[2]。
- 2000年2月，该频道在深圳进行试验播放。
- 2001年2月，为配合北京申奥，该频道每天放送时长增加到6个小时。